# Faustball-Europapokal 1966
Der Faustball-Europapokal 1966 der Männer auf dem Feld war die dritte Austragung des europäischen Pokalwettbewerbs der Landesmeister. Sie fand am Wochenende 24./25. September 1966 in Widnau (Schweiz) statt.

## Teilnehmer
Teilnehmer waren  Chemie Zeitz als DDR-Meister, der  TuS Hilden als Landesmeister der Bundesrepublik Deutschland,  Österreichs Meister ATSV Linz, der Meister der  Schweiz TV Arbon und der  SSV Bozen als Titelträger Italiens. Der DDR-Meister beteiligte sich wieder, nachdem der Streit zwischen den Verbänden der BRD und der DDR um die Verwendung der Landesfarben und Verbandslogos auf den Trikots beigelegt wurde.

## Turnier

### Hauptrunde
Die Spiele der Hauptrunde fanden am Sonnabend statt.
Ergebnisse:
| TuS Hilden   | – | Chemie Zeitz | 32:34 (16:20) |
| ATSV Linz    | – | SSV Bozen    | 47:18         |
| SSV Bozen    | – | TV Arbon     | 38:26         |
| Chemie Zeitz | – | ATSV Linz    | 34:22 (21:11) |
| TuS Hilden   | – | TV Arbon     | 51:18         |
| TuS Hilden   | – | ATSV Linz    | 38:28         |
| Chemie Zeitz | – | SSV Bozen    | 52:15 (26:8)  |
| ATSV Linz    | – | TV Arbon     | 41:25         |
| TuS Hilden   | – | SSV Bozen    | 51:27         |
| TV Arbon     | – | Chemie Zeitz | 19:54 (14:27) |

| Platz | Mannschaft   | Punkte | Bälle   |
| 1.    | Chemie Zeitz | 8:0    | 174:088 |
| 2.    | TuS Hilden   | 6:2    | 172:107 |
| 3.    | ATSV Linz    | 4:4    | 139:115 |
| 4.    | SSV Bozen    | 2:6    | 098:176 |
| 5.    | TV Arbon     | 0:8    | 088:185 |

### Rückrunde
Die drei Erstplatzierten der Hauptrunde spielten untereinander eine Rückrunde.

Im entscheidenden Spiel wurde der Zweitplatzierte des Wettbewerbs, der westdeutsche Titelträger TuS Hilden, mit 33:29 bezwungen. In der Vorrunde hatte es beim ersten Zusammentreffen beider Mannschaften bereits einen 34:32-Erfolg für Chemie Zeitz gegeben.
Rückrunde der ersten Drei:
| Chemie Zeitz | – | ATSV Linz  | 38:24 (20:12) |
| ATSV Linz    | – | TuS Hilden | 22:39         |
| Chemie Zeitz | – | TuS Hilden | 33:29 (17:13) |

Rückspiel um Platz 4:
- SSV Bozen – TV Arbon 38:39

| Platz | Mannschaft   | Punkte | Bälle-Diff.  |
| 1.    | Chemie Zeitz | 12:0   | 245:141 +104 |
| 2.    | TuS Hilden   | 8:4    | 240:162 0+78 |
| 3.    | ATSV Linz    | 4:8    | 185:192 00-7 |
| 4.    | SSV Bozen    | 2:8    | 136:215 0-79 |
| 5.    | TV Arbon     | 2:8    | 127:223 0-96 |